# Station Semarang Poncol
Station Semarang Poncol  is een spoorwegstation in Semarang in de Indonesische provincie Midden-Java. Het station is geopend in 1914 en het stationsgebouw is ontworpen door de Nederlander Henri Maclaine Pont.